# Леаль, Эухенио
Эухенио Леаль Варгас (исп. Eugenio Leal Vargas; род. 13 мая 1954, Толедо) — испанский футболист, игравший на позиции полузащитника. Известен по выступлениям за мадридский «Атлетико».

## Клубная карьера
Свою профессиональную карьеру начал в мадридском «Атлетико». После того как Леаль начал чередоваться между основной командой и дублирующем составом, он был отдан в аренду в хихонский «Спортинг». Вернулся на Висенте Кальдерон в конце сезона 1973/74. Он начал играть в качестве нападающего, но менеджер и бывший товарищ по команде, Луис Арагонес, снова перевёл его в полузащиту.
В дерби против «Реала» в 1979 году Леаль получил травму связки колена в результате столкновения с Хуаном Соль, от которого он так и не оправился. Он покинул «матрасников» в июне 1982 года, сыграв восьми игр за два года. После нескольких месяцев в составе «Сабаделя», которому не удалось избежать вылета из Сегунды, Леаль завершил карьеру в возрасте 29 лет.
Леаль помог «Атлетико» дважды стать национальным чемпионом (в 1973 и 1977 годах), сыграв в 42 матчах и забив 4 гола. После завершения карьеры он поселился в Гранаде и работал биржевым маклером.

## Карьера за сборную
Дебют за национальную сборную Испании состоялся 16 апреля 1977 года в матче квалификации на чемпионат мира 1978 против сборной Румынии. Через 6 месяцев в том же розыгрыше и против того же соперника забил свой единственный гол за «красную фурию» и помог в Мадриде победить со счётом 2:0. Был включен в состав на чемпионат мира 1978 года в Аргентине, на котором сыграл во всех трёх матчах групповой стадии.

## Достижения

### «Ателико Мадрид»
- Чемпион Испании: 1972/73, 1976/77
- Обладатель Кубка Испании: 1975/76
- Обладатель Межконтинентального кубка: 1974